# Vibrato naturel
Le vibrato naturel est la façon exacte d'expirer l'air afin d'émettre un son chanté par la voix humaine ainsi qu'un son soufflé dans un instrument à vent.
On obtient ce vibrato naturel en soutenant le diaphragme vers le bas — ventre ouvert vers l'avant et les flancs poussés vers l'extérieur ce qui équivaut à une respiration ultra-basse — d'une part, et en expirant l'air sans pousser d'autre part.